# Nicolo de Caveri

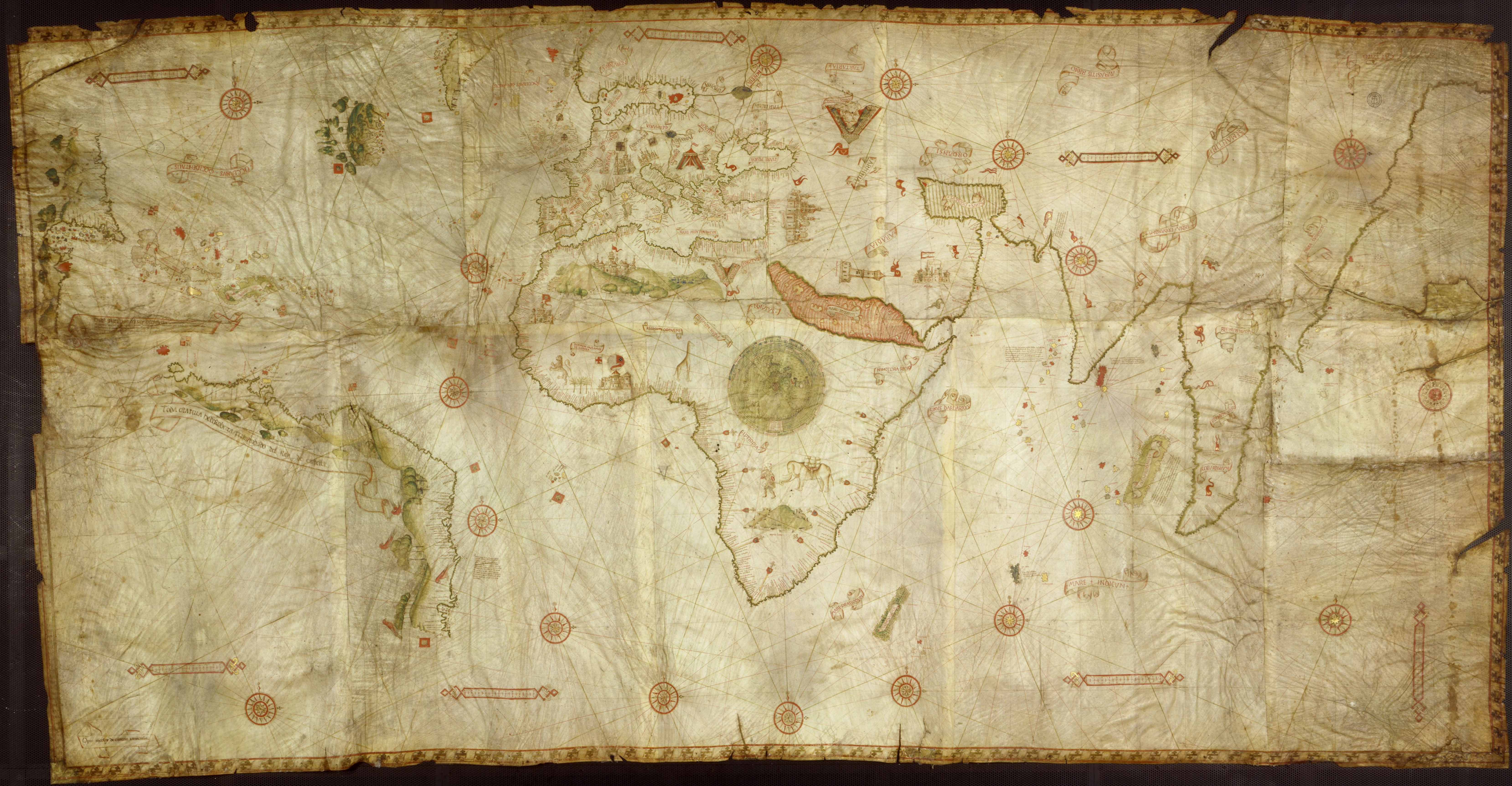
Weltkarte von Nicolo de Caveri, 1505

Nicolo de Caveri war ein genuesischer Kartograph, der in portugiesischen Diensten gestanden hat. Für die Schreibweise des Namens werden verschiedene Varianten verwendet, wie Nicolay de Caveri, Nicolay Canerio, Nicolo Canerio, Nicolaus de Caveri, Nicolaus de Caverio, Nicholas de Caveri, oder Nicolai de Caveri. Alle beruhen auf verschiedenen Lesarten der Signatur, die sich auf der Rückseite der von dieser Person erstellten Karte befindet. Die genauen Lebensdaten dieses Kartenzeichners sind nicht bekannt. Da die Karte auf den Zeitraum von 1503 bis 1505 datiert wird, ist von einer Geburt im 15. und von einem Versterben im 16. Jahrhundert auszugehen.
Das genannte, hier als Caveri-Karte bezeichnete Werk, gilt als eine Primärquelle der Weltkarte des Martin Waldseemüllers aus dem Jahre 1507.